# 2071
Cette page concerne l'année 2071  du calendrier grégorien.
L'année 2071 est une année commune qui commence un jeudi.
C'est la 2071e année de notre ère, la 71e année du IIIe millénaire et du XXIe siècle et la 2e année de la décennie 2070-2079.

## Autres calendriers
L'année 2071 du calendrier grégorien correspond aux dates suivantes :
- Calendrier berbère : 3020 / 3021
- Calendrier hébraïque : 5831 / 5832 (le 1er tishri 5832 a lieu le 24 septembre 2071[1])
- Calendrier indien : 1992 / 1993 (le 1er chaitra 1993 a lieu le 22 mars 2071[1])
- Calendrier musulman : 1493 / 1494 (le 1er mouharram 1494 a lieu le 1er février 2071[1])
- Calendrier persan : 1449 / 1450 (le 1er farvardin 1450 a lieu le 21 mars 2071[1])
  - Jours juliens : 2 477 477,5 à 2 477 842,5[2],[1]

## Évènements
- 31 mars : Éclipse solaire annulaire (en), près des côtes du Brésil.
- 23 septembre : Éclipse solaire totale (en), dans la Mer des Caraïbes.

## Dans la fiction
- Les évènements de l'anime Cowboy Bebop ont lieu en 2071.
- Les évènements de Cowboy Bebop, le film ont lieu durant Halloween de cette année.
- Les évènements du futur du film Kamen Rider : Beyond Generations se déroulent en 2071.